# 三鷹淳
三鷹 淳（みたか じゅん、1934年1月7日 - ）は、日本の歌手・作詞家・作曲家・ボイストレーナー。本名：持光 正輝（もちみつ・まさてる）。

## 人物
山口県宇部市出身。国立音楽大学卒業。NHK総合テレビジョンの音楽番組『歌の広場』でデビューした後、日本コロムビア専て活動。その傍ら、ボイストレーナーとして活動するほか、社歌、自治体の県民歌・市町村民歌を数多く手掛ける。
演歌歌手のわかばちどりは妻に当たる。

## メディア出演
- テレビ東京『自慢したい人がいます〜拝啓 ひねくれ3様〜』「あなたの周りのスゴイ人教えてください」街頭インタビュー出演（2019年10月12日）[1]

## 代表的な作品
- 北上川慕情／家（1961年、日本コロムビア、SA-567）
- 思い出のスカイライン（1962年、日本コロムビア、SA-985） - 片面は高沢明の「アイ・アイ・ブルーロード」
- 読売ジャイアンツ球団歌『巨人軍の歌（闘魂こめて）』（1963年、日本コロムビア、SA-1094。オリジナル版）-　2番担当として、1番担当の守屋浩、3番担当の若山彰と3人共同で歌唱。片面は北原謙二、五月みどりの『巨人軍音頭 巨人はでっかいよ』
- 相模鉄道社歌（1967年、日本コロムビア、PRD-1。社内限定配布ソノシート）
- 関東電気通信局線路作業者愛唱歌『われら線路マン』（1969年、日本コロムビア、PES-7172。局内限定配布レコード）※原案は局内で公募
- 森永乳業「森乳音頭」（1967年、日本コロムビア、PSD-6。ソノシート）
- ニコニコマーチ（1970年、日本コロムビア、SAS-1394） - 片面は都はるみ「みんなの願い」
- 帰ってきたウルトラマン／MATチームのうた（1971年、日本コロムビア版カヴァー、C-31）-　『デラックスコロムビアえほんレコード テレビまんがヒットシリーズ 帰ってきたウルトラマン/仮面ライダー』収録。団次郎のオリジナル版も日本コロムビアの製作だったため、演奏は同じものを使用。
- ウルトラマンタロウ／ウルトラ六兄弟（1974年、日本コロムビア版カヴァー、CH-5） - 『テレビまんがアクションシリーズ ウルトラマンレオ/ウルトラマンタロウ』収録。1978年にシングルカット（規格品番：SCS-451）。
- 大洋ホエールズ球団歌「行くぞ大洋」／大洋ホエールズ讃歌「勝利花」（1977年、日本コロムビア、AK-55）-　三鷹淳とチャッピーズとして。作曲も担当。
- 白虎隊（1981年、日本コロムビア、FH-209） - 藤山一郎のカヴァー。片面は橋本征憲「会津節」
- 風鳴り止まず（源田実『風鳴り止まず』より）（1983年、PES-8201-CP。日本コロムビアに製造を委託）
- ハイキング（1985年、日本コロムビア、FH-333） - 片面はわかばちどり「あゝ大阪の夜よ」
- ありがとう（1995年、日本コロムビア、COSA-847）
- 北上夜曲

など